# 4-HTMPIPO
4-HTMPIPO是一种含氮有机化合物，化学式C
21H
31NO
2，属于一种人工合成的酰基吲哚类大麻素，是UR-144的环丙烷部分进行亲电加成的产物，2012年首次发现。